# Wilhelmstraße 64 (Heilbronn)

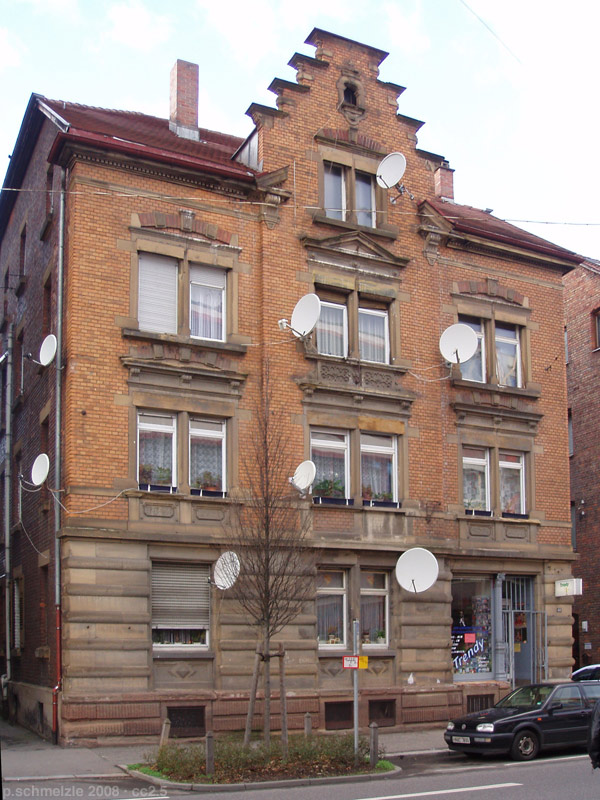
Haus Wilhelmstraße 64

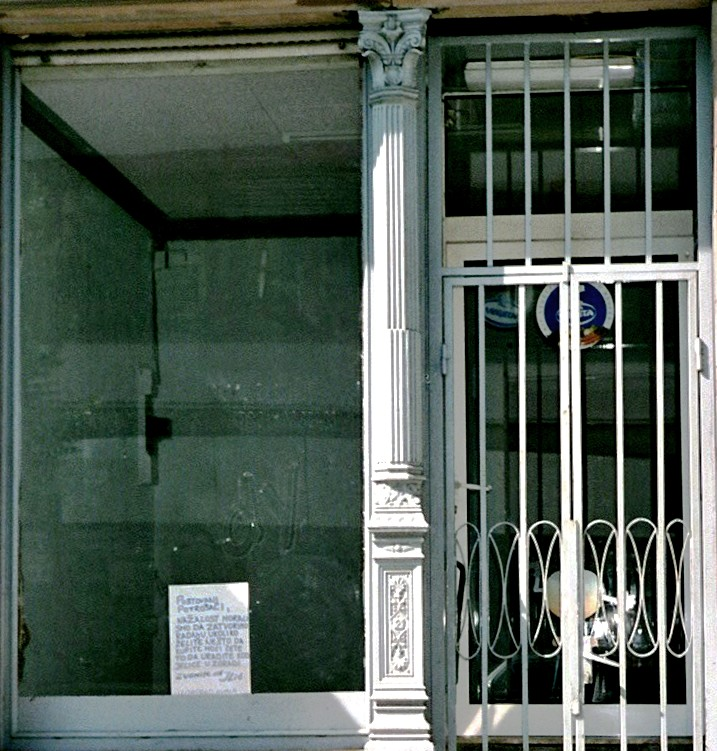
Ladengeschäft im Erdgeschoss

Das Haus Wilhelmstraße 64 ist ein historisches Gebäude in Heilbronn, das unter Denkmalschutz steht.

## Beschreibung
Das Gebäude wurde 1898 durch den Herdfabrikanten Franz Schafferdt als Wohn- und Geschäftshaus erbaut. Die Entwürfe lieferte der Heilbronner Architekt Schulz.
Das dreigeschossige Gebäude wird durch drei Fensterachsen mit Zwillingsfenstern gegliedert, wobei die mittlere Fensterachse besonders betont wird. Dies geschieht durch einen mittigen Treppengiebel in der Mitte der Fassade. Aufwändige kunsthandwerkliche Bauplastik ist auf den Brüstungsfeldern, Beschlagwerk im 2. Obergeschoss und Treppengiebel zu sehen.
1950 gehörte das Gebäude dem Metzgermeister Otto Hoffmann, der darin seine Metzgerei hatte und mit weiteren Mietern auch darin wohnte. 1961 war das Haus im Besitz von Hoffmanns Witwe, während den Laden im Erdgeschoss der Metzger Karl Schneider übernommen hatte.